# Anolis andianus
Anolis andianus är en ödleart som beskrevs av  George Albert Boulenger 1885. Anolis andianus ingår i släktet anolisar, och familjen Polychrotidae. Inga underarter finns listade i Catalogue of Life.